# Srednji Del
Srednji Del (en serbe cyrillique : Средњи Дел) est un village de Serbie situé sur le territoire de la Ville de Vranje, district de Pčinja. Au recensement de 2011, il comptait 48 habitants.

## Démographie
| 1948 | 1953 | 1961 | 1971 | 1981 | 1991 | 2002 | 2011 |
| ---- | ---- | ---- | ---- | ---- | ---- | ---- | ---- |
| 349  | 356  | 323  | 285  | 213  | 120  | 90   | 48   |

|  |